# デビル・インサイド
『デビル・インサイド』（The Devil Inside）は、2012年にアメリカ合衆国で製作されたホラー映画。日本では劇場公開されずビデオスルーされた。

## ストーリー
1989年10月30日のアメリカ合衆国コネチカット州。ある日、警察に一本の電話がかかってくる。電話の主はマリア・ロッシと名乗る女性で、なんと彼女は自らが神父ら三名を殺害したという驚きの告白をする。急いで現場に駆け付けた警察は、そこで神父らがマリアに対して悪魔払いを行っていたという事実を突き止める。こうして殺人罪で逮捕されたマリアだったが、常軌を逸した言動から精神疾患の診断を受け、バチカンの医療施設へ強制収容されることとなるのであった。
それから20年後。マリアの娘イザベラは、母親が起こした事件の真相を探るため、ドキュメンタリー映像作家を連れてバチカンへとやってくる。そこでイザベラは変わり果てた母親の姿を見る。これにショックを受ける彼女だったが、同時に母親には悪魔が取り付いているのだと確信する。そんな彼女の前に二人の若き神父ベンとデヴィッドが現れる。二人は科学的な方向から悪魔払いを行っており、これに絶対的な自信を持っていた。イザベラは二人と共に、母親の悪魔払いに挑もうと決意する。しかし、母親に取り付いた悪魔は、彼女らの想像を遥かに超える強力なものだった。

## キャスト
※括弧内は日本語吹き替え
- イザベラ・ロッシ - フェルナンダ・アンドラーデ（木下紗華）
- ベン・ローリングス神父 - サイモン・クォーターマン（桐本琢也）
- デヴィッド・キーン神父 - エヴァン・ヘルムス（宮本充）
- マイケル・シェーファー - イオヌット・グラマ（蓮池龍三）
- マリア・ロッシ - スーザン・クロウリー（竹村叔子）
- ローザ - ボニー・モーガン（高柳博美）
- ドレイファス警部補 - ブライアン・ジョンソン（居谷四郎）
- クリストファー・エイムズ神父 - ジョン・プロスキー（青木強）
- アントニオ・コスタ医師 - クラウディウ・イストドール（北川勝博）
- マルコ - トマ・ダニラ（白石充）